# Општина Владичин Хан
Општина Владичин Хан је општина на југу Србије, простире се на јужном излазу из Грделичке клисуре, на северним обронцима Врањске котлине, а на ушћу Врле и Калиманке у Јужну Мораву. Административно припада Пчињском округу, са седиштем у Врању. Административно је подељена на 51 месну заједницу. Према подацима са последњег пописа 2022. године у општини је живело 17.531 становника (према попису из 2011. било је 20.871 становника).
Западно од Хана уздижу се обронци падине планине Кукавица, чији су највиши врхови Влајна (1.442), Боровик (1.244), Спасова чука (1.162) и Миљков врх (1.025). Највећа река је Јужна Морава, у коју се уливају Врла, Топило, Дулан и Калиманка. Шуме покривају 40% површине општине простора, док у структури пољопривредног земљишта доминирају оранице и воћњаци.
Општинско седиште Владичин Хан има око 11 хиљада становника и лежи на надморској висини од 328 метара.

## Насеља
У општини Владичин Хан има једно градско насеље
- Владичин Хан

и 50 сеоских насеља
| - Балиновце, - Бачвиште, - Белановце, - Белишево, - Богошево, - Брестово, - Врбово, - Гариње, - Горње Јабуково, - Грамађе, - Декутинце, - Доње Јабуково, - Дупљане, - Житорађе, - Зебинце, - Јагњило, - Јастребац, | - Јовац, - Калиманце, - Кацапун, - Козница, - Копитарце, - Костомлатица, - Кржинце, - Кукавица, - Куново, - Лебет, - Лепеница, - Летовиште, - Љутеж, - Мазараћ, - Манајле, - Мањак, - Мртвица, | - Островица, - Полом, - Прекодолце, - Прибој, - Равна Река, - Рдово, - Репинце, - Репиште, - Ружић, - Солачка Сена, - Срнећи Дол, - Стубал, - Сува Морава, - Теговиште, - Урвич и - Џеп. |

## Демографија
Општина према попису из 2011. године углавном насељено Србима. 
| Етнички састав према попису из 2011.‍ | Етнички састав према попису из 2011.‍ | Етнички састав према попису из 2011.‍ | Етнички састав према попису из 2011.‍ | Етнички састав према попису из 2011.‍ |
| ------------------------------------ | ------------------------------------ | ------------------------------------ | ------------------------------------ | ------------------------------------ |
|                                      |                                      |                                      |                                      |                                      |
| Срби                                 | Срби                                 |                                      | 18.644                               | 89,33%                               |
| Роми                                 | Роми                                 |                                      | 1.503                                | 7,20%                                |
| остали                               | остали                               |                                      | 724                                  | 3,46%                                |

## Историја
Име је добио по усамљеној кући (хану), која се налазила уз „царски друм“ у атару села Калиманце. Према подацима публицисте Татомира П. Вукановића, кућу (хан) је половином 19. века подигао Грк Стефанос Стефанопулус, који је бежећи од Турака ту нашао уточиште саградивши хан за прихват каравана који су пролазили долином Јужне Мораве.
Стефанос је касније хан продао скопском митрополиту Пајсију, по чијој црквеној титули владике и место добија назив Владичин Хан. Први насељеници били су трговци из Преображења, звани „Мечкарци“, тачније породице Јовић, Алексић и Стошић. Године 1887. Хан постаје средиште среза пољаничког, а три године касније као место се помиње и приликом пописа становништва.
Тада је према попису у Хану било 26 кућа са 101 становником. A већ 1895. насеље је увећано на 60 кућа са 325 становника. Развоју овог места и читавог краја нарочито је допринела изградња железничке пруге 1886. године и моста на Јужној Морави 1910. године. За варошицу је проглашен 1921. године, иако се општина у наредних шест година звала Калиманска.
У току Балканских и Првог светског рата становништво је страдало под бугарском окупационом влашћу, па је у самом Хану 1921. године на попису регистровано становника готово колико их је и било пред крај претходног века. Између два светска рата Владичин Хан израста у варошицу са развијеном трговином и занатством и 1930. године регистровано је 57 радњи, са стотинак калфи и шегрта. Током Другог светског рата бугарски окупатор је интернирао око 2.300 мештана и спалио 1.160 кућа.
Хан је ослобођен 8. септембра 1944. године, што је датум који се и данас слави као Дан општине. После ослобођења Владичин Хан бележи интензиван развој индустрије и пољопривреде, а последњих година је у развоју и приватно предузетништво.
Владичин Хан је претрпео велика разарања и страдања током НАТО агресије 1999. године. Дана 11. маја 1999. године су НАТО пројектили срушили мост преко Јужне Мораве, тешко оштетили Дом младих и робну кућу „Београд“, а у близини моста страдало је и двоје гимназијалаца.

## Галерија
- Јовачко језеро у атару села Јовца.
- Црквено језеро у атару села Јовца.